# Nadere Reformatie
De Nadere Reformatie is een stroming in de Nederduitse Gereformeerde Kerk (na 1816 de Nederlandse Hervormde Kerk) waarvan de vertegenwoordigers in de periode 1600-1750 aandrongen op de innerlijke doorleving van de gereformeerde leer en de persoonlijke levensheiliging op alle terreinen van het leven. Omdat zij ook kritiek hadden op de overheidsbemoeiing in veel kerkelijke zaken (waaronder de aanstelling van predikanten) was er nogal eens sprake van een moeizame verhouding met de regenten. De vertegenwoordigers van de Nadere Reformatie bleven ondanks hun radicale kritiek binnen de Nederduitse Gereformeerde Kerk. Hiermee moeten zij onderscheiden worden van de radicaal separatistische (niet-kerkelijke) stroming, volgelingen van Jean de Labadie, die een gemeente van slechts 'ware gelovigen' voorstond.
De Nadere Reformatoren verspreidden hun idealen via hun preken en ook door middel van boeken die nog steeds [vaak in gewijzigde spelling] herdrukt of hertaald worden.
De bestudering van de Nadere Reformatie heeft in de laatste decennia van de twintigste eeuw een nieuw stevig impuls gekregen binnen de gereformeerde gezindte in Nederland. Regelmatig verschenen als oriëntatie op de wortels van het huidige kerkelijk leven nieuwe studies. Ook zijn veel populaire levensbeschrijvingen van oudvaders uitgegeven. Hoewel de aanduiding 'Nadere Reformatie' al gebruikt werd door Jacobus Koelman is de term pas in de tweede helft van de twintigste eeuw binnen het kerkhistorisch onderzoek in gebruik genomen. Voor deze periode sprak men soms van piëtisme, een term die ook gebruikt wordt voor vroomheidsbewegingen in andere landen, zoals het luthers piëtisme.

## Ontstaan van de Nadere Reformatie
De Reformatie had diep wortel geschoten in met name de Noordelijke Nederlanden. Toen na het onafhankelijk verklaren van de Spaanse macht de Republiek der Zeven Verenigde Nederlanden ontstond werd de Nederduitse Gereformeerde Kerk de bevoorrechte kerk (publieke kerk). Andere godsdienstige richtingen, waaronder de Rooms-katholieke leer, werden wel gedoogd maar mochten niet in het openbaar beleden worden. Willem van Oranje schonk aan Leiden een universiteit waar men kon studeren voor predikant. Ook in Franeker, Groningen, Utrecht en Harderwijk waren opleidingsplaatsen. Het wetenschappelijk peil aan deze universiteiten was hoog en had om deze reden ook aantrekkingskracht op buitenlandse studenten.
Behalve voordelen bracht de bevoorrechte positie van de Nederduitse Gereformeerde Kerk ook nadelen mee. Er was sprake van veel uiterlijke rechtzinnigheid en ook van misstanden. Zo kon men een benoeming tot burgemeester slechts verkrijgen wanneer men lid was van de Nederduitse Gereformeerde kerk. Op het leven van veel predikanten en gemeenteleden was nogal wat aan te merken. Dronkenschap na afloop van de bediening van het Heilig Avondmaal kwam voor. De Nadere Reformatoren begonnen in hun preken met het aanwijzen van de volkszonden, waarbij het ontheiligen van de zondag een grote plaats had. Ook het op lichtzinnige wijze gebruik maken van de sacramenten werd door hen als een grove zonde aangewezen. Zij riepen op tot boete en berouw.
In brede zin beoogden zij een doorwerking van de reformatorische beginselen in gezin, samenleving, kerk, politiek en staat, tot aan de koloniën toe: zuiverheid in de leer van de Reformatie moest overeenkomstig leiden tot een zuivere levenswandel. Vandaar het begrip Nadere Reformatie: niet alleen de leer, maar ook het persoonlijke leven in de maatschappij moest gereformeerd zijn.

#### Raakvlakken met puritanisme (Engeland) en piëtisme (Duitsland)
De beweging van de Nadere Reformatie kan niet los worden gezien van gelijksoortige stromingen uit omliggende Europese landen waaronder het puritanisme in Engeland en het piëtisme in Duitsland. Door de verspreiding en vertaling van boeken was er sprake van wederzijdse beïnvloeding.

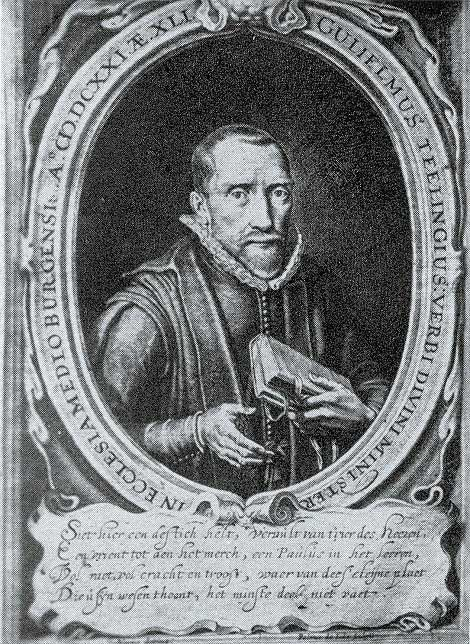
Willem Teellinck

De Middelburgse predikant Willem Teellinck (1579-1629) was tijdens een buitenlands verblijf in Engeland in contact gekomen met puriteinse christenen en raakte onder de indruk van hun strikte levenswijze. Teellinck wilde de ideeën van de puriteinen overbrengen naar de Republiek. Hij vertaalde verschillende boeken van puriteinen en stimuleerde ook anderen om hun werken te vertalen. Een bekend boek dat door Teellink zelf geschreven werd was 'Noodwendigh Vertoogh aangaende den tegenwoordigen bedroefden staet van Gods volck'. Dit boek kan beschouwd worden als basisprogramma van de Nadere Reformatie. Teellinck werd mede dankzij dit boek 'de vader van de Nadere Reformatie' genoemd. Behalve door het puritanisme uit Engeland is Teellinck ook beïnvloed door de veel eerdere Moderne Devotie, met name door Thomas a Kempis wiens De imitatione Christi (Over de navolging van Christus) hij gedeeltelijk overnam in zijn eigen boeken.

Vanwege geloofsvervolging in Engeland kwamen omgekeerd ook veel puriteinen naar Nederland. Een puritein die in Nederland veel invloed kreeg was William Ames (Guilielmus Amesius), die tussen 1622 en 1633 hoogleraar in Franeker was.

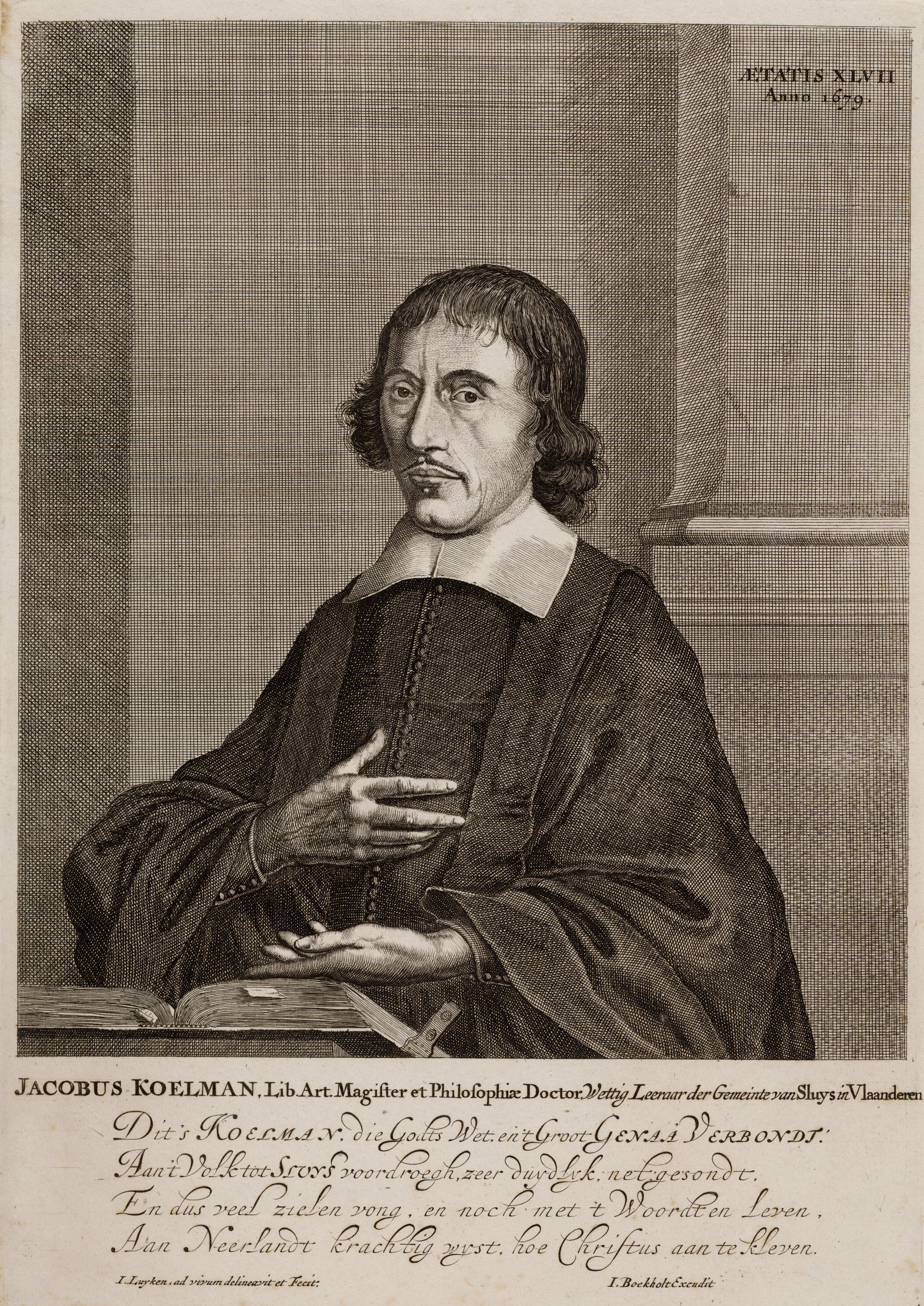
Jacobus Koelman in 1679

#### Voetianen en Coccejanen
Na Teellinck werd Gisbertus Voetius (1589-1676) de centrale persoon van de Nadere Reformatie. Voetius doceerde in Utrecht en verzamelde een kring volgelingen om zich heen (de Voetianen). Zij kwamen in botsing met de Coccejanen (volgelingen van Coccejus). De Voetianen waren geliefd bij het gewone volk maar de coccejanen stond erg in aanzien bij de overheid. De Voetianen waren in hun preken erg breedsprakig als het ging over 'de zielsgestalten' wat soms ten koste ging van de letterlijke verklaring van de tekst. De coccejanen noemden de Voetianen 'de anatomisten van het hart.' Zij zelf onderschreven wel de gereformeerde belijdenisgeschriften maar hadden een andere visie op het geestelijke leven en hadden andere opvattingen over het leven in het algemeen (over het thema van de zondagsheiliging bijvoorbeeld). De Coccejanen besteedden in tegenstelling tot veel Voetianen veel aandacht aan uitleg van de tekst maar waren ook nogal spitsvondig door aan de tekst allerlei verschillende betekenissen te verbinden.
Bekende Voetiaanse predikanten waren Jodocus van Lodenstein (1620-1677) die bekend werd door zijn stichtelijke gedichten, Johannes Hoornbeeck, Jacobus Koelman, Petrus van Mastricht, Wilhelmus à Brakel en Abraham Hellenbroek. Laatst genoemde predikanten waren beiden als predikant werkzaam in Rotterdam en kregen grote bekendheid door hun publicaties waaronder de De Redelijke godsdienst en Voorbeeld der Goddelijke waarheden.
Bekende Coccejaanse predikantem waren onder meer Abraham Heydanus en Johannes d’Outrein. Wat betreft de Coccejanen moet er ook verschil gemaakt worden tussen de zogenaamde 'ernstige' Coccejanen (waaronder d’Outrein) en de meer verlichte Coccejanen. De laatste genoemde groep neigden in hun ideeën tot die van de Franse filosoof René Descartes.
Als latere Nadere Reformatoren kunnen genoemd worden Bernardus Smijtegelt, Wilhelmus Schortinghuis, Alexander Comrie en Theodorus van der Groe. Hiermee wordt deze periode grotendeels afgesloten, alhoewel hierover enige discussie is. Een gebezigde uitspraak is wel: "Van der Groe doet het hekje toe".
De radicale stroming van de Nadere Reformatie werd vertegenwoordigd door de Waalse predikant Jean de Labadie (1610-1674) die zich geheel van de Gereformeerde Kerk afsplitste. De Labadie wilde niet weten van een kerk waarin ook 'onherborenen' een plaats hadden. De bekende Anna Maria van Schurman (1607-1687) stelde zich achter diens beweging.
De afgezette Jacobus Koelman stichtte geen eigen gemeente, al leidde hij soms wel particuliere bijeenkomsten, zogenaamde conventikels. Over praktische zaken waaronder de christelijke feestdagen en de avondmaalspraktijk liet men een verschillend geluid horen. Bij Teellinck lag een sterke nadruk op de praktische levensheiliging. Bij latere vertegenwoordigers ligt meer accent op het zelfonderzoek.

## Prediking van de Nadere Reformatie
Een belangrijk middel in de Nadere Reformatie was de prediking, juist daardoor heeft de Nadere Reformatie zoveel invloed gehad. Kenmerkend voor de preken uit de tijd van de Nadere Reformatie was het onderscheid maken tussen waar (zaligmakend) geloof en niet waar (historisch, wonder of tijd) geloof. Zo maakte men een scheiding onder de hoorders, namelijk die van de wedergeborenen en niet-wedergeborenen. Door het noemen van geloofskenmerken konden de hoorders opmaken tot welke groep ze behoorden.
Tot de niet-wedergeborenen behoorden:
- de mond-, praat-, naam-, en pronkchristenen
- de onverschilligen, onkundigen, onbekommerden, onwilligen, en uitstellers
- de mensen zonder kennis, mensen met enige maar niet zaligmakende kennis van God, mensen met voorgewende kennis
- de versteenden, de kouden, lauwen, slapers en liefdelozen

Tot de wedergeborenen  behoorden:
- de bekommerden, de weifelmoedigen, de toevluchtnemers
- de vinders, zij die in Christus geloven, geoefenden, verenigden (met Christus de Bruidegom)
- de bevestigden en verzekerden (de in uitwendig en inwendig verzekerden)

## Invloed van de Nadere Reformatie
Toen tijdens de 18e en 19e eeuw de Verlichting grote invloed kreeg in de Nederlandse Hervormde Kerk, bleven de geschriften van de oudvaders binnen de conventikels in de belangstelling. In 1834 voltrok zich de Afscheiding. Hiermee kwamen veel conventikels van lieverlee weer in kerkelijk vaarwater door het ontstaan van de verschillende afgescheiden kerkgenootschappen. Na verschillende afscheidingen en fusies op ontstonden aan het einde van de negentiende en begin twintigste eeuw de Gereformeerde Kerken in Nederland (1892), Christelijke Gereformeerde Kerk (1892), Gereformeerde Gemeenten (1907), Oud Gereformeerde Gemeenten [Boone-gemeenten] (1907), die samen ook wel aangeduid worden als de gereformeerde gezindte. Hier behoort vanouds ook de groep van orthodox-gereformeerden bij die bleven in de Nederlandse Hervormde Kerk en zich later groepeerden in de gereformeerde bond. Binnen de gereformeerde gezindte ontstond een verschil in waardering van de erfenis van de Nadere Reformatie. Hoewel mannen als Kuyper en Honig nog veel waardering konden opbrengen voor de Nadere Reformatie, later ontstond binnen de neo-gereformeerde richting een zekere distantie (K. Schilder). Binnen het bevindelijk-gereformeerde volksdeel bleef waardering en belangstelling voor de theologen en predikanten van de Nadere Reformatie. Veel reformatorische onderwijsinstellingen zijn of waren vernoemd naar deze theologen en predikanten, zoals het Van Lodenstein College, de Jacobus Fruytier Scholengemeenschap en het Hoornbeeck College.

#### Waardering en kritiek
Dr. T. Brienen gaf in zijn proefschrift de prediking van de Nadere Reformatie de benaming 'classificatiemethode'. Volgens hem is er sprake van een eigenaardig dualisme van scholastiek en de mystiek.
Kerkhistoricus Willem van 't Spijker (Apeldoorn) is van mening dat men binnen de Nadere Reformatie een onderscheiding moet aanbrengen tussen een eerste en een tweede periode. Het is volgens hem te ongenuanceerd om te spreken van De Nadere Reformatie, want het is volgens hem een gecompliceerde beweging.
Volgens Van 't Spijker wordt het piëtisme gekenmerkt door de specifiek Lutherse achtergrond. Het Puritanisme is specifiek Engels, omdat het te maken had met een semi-gereformeerd anglicanisme. Volgens Van 't Spijker kan men tot op zekere hoogte spreken van het eigene van de Nadere (Nederlandse) Reformatie. De Nadere Reformatie was volgens Van 't Spijker niets anders dan een poging tot een volledige invoering van de Reformatie in Nederland. Prof. W. van 't Spijker stelde dat het liefhebben van God met het verstand (de scholastiek) heel goed gepaard kan gaan met een liefhebben van God met het gehele hart en gevoel (de mystiek).
Een punt van kritiek wat betreft de preken van met name de (Voetiaanse) Nadere Reformatoren is dat zij te veel op de klank af exegetiseerden, zonder te letten op de betreffende context van het tekstgedeelte. Wat betreft hun onderwijs met betrekking tot het innerlijke leven wordt de nalatenschap van de Nadere Reformatoren met name in bevindelijk gereformeerde kringen nog steeds op hoge prijs gesteld.

## Houding van de Nadere Reformatoren ten opzichte van de slavenhandel in de 17de eeuw.
Door bestudering van werken van Nadere Reformatoren is meer duidelijkheid gekomen over hun houding ten opzichte van de slavenhandel in de 17de eeuw. Hieruit blijkt dat veel orthodoxe predikanten uit de tijd van de Nadere Reformatie zich tegen deze praktijken uitspraken. Zo sprak de Hoornse predikant Jacobus Hondius zich uit tegen de slavenhandel die destijds veel bijdroeg aan de groei en bloei van de stad. In zijn boek Zwart Register van Duizend Zonden somde hij alle zonden op waar een kerkganger zich verre van diende te houden, waaronder de slavenhandel. Dat andere volkeren zich hier mee bezighielden, was voor hem geen argument. "Leden van de gereformeerde kerk hoorden zich niet te besmetten met zulke onbarmhartige handel." "Zij begaan een grove zonde als ze slaven kopen om weer te verkopen en met die ongelukkige mensen handel drijven, net als met andere waren en goederen, alsof het maar beesten waren." Alle mensen zijn immers op grond van de Bijbel van dezelfde afkomst. Op grond van deze bevinding kreeg de zeventiende-eeuwse predikant een plek in de Gids Nederlands Slavernijverleden. Hondius was niet de enige die zich uitsprak. Ook de Leidse predikant Festus Hommius sprak in 1617 onomwonden uit dat slavenhandel in zijn ogen "een grove zonde was."  In 1653 schreef de Zuid-Hollandse predikant Cornelius van Poudroyen: "Het betaamt christenen niet zich in deze harde, onzekere, verwarde, gevaarlijke en oneerlijke handel te mengen, en zo iemands ongeluk te vergroten en de uitvoerder te zijn van iemands kwelling en ellende." De Zeeuwse predikant  Georgius de Raad schreef in 1665 "Men lokt ze in onze schepen, rooft ze, voert ze tegen hun wil weg, scheidt de ouders van de kinderen, de kinderen van de ouders, de mannen van de vrouwen, de vrouwen van de mannen." (..) "Ik zwijg nog maar van de ongehoorde en heidense wreedheid die de christenen plegen tegenover de heidense slaven in de schepen, en van de manier waarop de slaven op onze plantages worden ontvangen." (..) "Ons land is aan het zinken, en de zonden die dagelijks in de slavenhandel worden gepleegd, zouden wel eens de zwaarste ballast kunnen wezen, die het schip ten gronde doet gaan." In praktijk bleek de slavenhandel moeilijk uit te bannen en won de koopman het van de dominee. Ook waren er predikanten die het toch wilden vergoelijken op grond van de vervloeking van Cham de zoon van Noach.

## Voornaamste vertegenwoordigers op volgorde van geboortejaar
- Jean Taffin (1529-1602) (voorloper)
- Guilelmus Amesius (1576-1633)
- Willem Teellinck (1579-1629)
- Godefridus Cornelisz Udemans (1582-1649)
- Johan de Brune (1588-1658)
- Gisbertus Voetius (1589-1676)
- Theodorus à Brakel (1608-1669)
- Petrus Wittewrongel (1609-1662)
- Johannes Hoornbeeck (1617-1666)
- Andreas Essenius (1618-1677) hoogleraar in de godgeleerdheid te Utrecht.
- Jodocus van Lodenstein (1620-1677)
- Abraham van de Velde
- Franciscus Ridderus (1620-1683)
- Willem Sluiter (1627-1673)
- Guiljelmus Saldenus (1627-1694)
- Simon Simonides (1629-1675)
- Simon Oomius (1630-1706)
- Jacobus Koelman (1631-1695)
- Hermanus Witsius (1636-1708)
- Wilhelmus à Brakel (1635-1711)
- Johannes Marck
- Petrus van Mastricht
- David Knibbe (1639-1701)
- Melchior Leydekker
- Fransiscus Ridderus
- Abraham Heydanus (Coccejaan)
- Johannes d’Outrein (Coccejaan)
- Abraham Hellenbroek (1658-1731)
- Jacobus Fruytier (1659-1731)
- Bernardus Smytegelt (1665-1739)
- Johan Verschuir (1680-1737)
- Friedrich Adolph Lampe (1683-1729)
- Aegidius Francken (1699-1743)
- Wilhelmus Schortinghuis (1700-1750)
- Theodorus van der Groe (1705-1784)
- Alexander Comrie (1706-1774)
- Nicolaas Holtius

### Historisch
- Brienen, T. e.a., De Nadere Reformatie. Beschrijving van haar voornaamste vertegenwoordigers (1986)
- Florijn, H., "De invloed van de Nadere Reformatie op de Kruisgezinden en de Ledeboerianen. Een verkenning", in: Documentatieblad Nadere Reformatie (1986) no. 2 p. 54-63
- Jong, O.J. de, W. van 't Spijker en H. Florijn, Het eigene van de Nadere Reformatie (1993)
- Brienen, T. e.a., Theologische aspecten van de Nadere Reformatie (1993)
- Meeuse, C.J. De toekomstverwachting van de Nadere Reformatie in het licht van haar tijd: een onderzoek naar de verhouding tussen het zeventiende-eeuwse chiliasme en de toekomstverwachting van de Nadere Reformatie, met name bij Jacobus Koelman (1990)
- Meeuse, C.J. Jacobus Koelman (2008)

### Leerstellig

#### Vertalingen/bewerkingen (C.J. Meeuse)
- Wilhelmus à Brakel, Halleluja, of Lof des Heeren over het Genadeverbond: opgesteld naar aanleiding van de verklaring van Psalm 8 (1979)
- Wilhelmus à Brakel, Stichtelijke oefeningen over de voorbereiding, betrachting en nabetrachting van het sacrament van het Heilig Avondmaal (1985)
- Jacobus Koelman, Dagelijks zelfonderzoek, of Tafereel van ettelijke vragen waarmee een gelovige zich iedere avond zou moeten onderzoeken en vijftig plichten die ieder oprecht gelovige moet betrachten (1991)
- Jacobus Koelman, Leiding voor uw geestelijk leven, of Veertien besturingen voor de praktijk der Godzaligheid (1991)
- Jacobus Koelman, Vragen voor zelfonderzoek (1993)
- Jacobus Koelman, Verborgen omgang: over de noodzaak en het nut van de verborgen godsdienst: uit het Engels vertaald, met daarbij vragen voor dagelijks zelfonderzoek en vijftig plichten voor ieder oprecht gelovige (1998)
- Wilhelmus à Brakel, Toekomst voor Israël (2006)